# Stephan Charles
Stephan Charles (* 12. Juni 1997 in Vieux Fort) ist ein Leichtathlet aus St. Lucia, der sich auf den Sprint spezialisiert hat.

## Sportliche Laufbahn
Erste Erfahrungen bei internationalen Meisterschaften sammelte Stephan Charles im Jahr 2018, als er bei den Commonwealth Games im australischen Gold Coast mit 11,15 s in der ersten Runde im 100-Meter-Lauf ausschied. Im Jahr darauf schied er dann bei den U23-NACAC-Meisterschaften in Santiago de Querétaro mit 10,67 s und 21,85 s jeweils im Vorlauf über 100 und 200 Meter aus. 2022 erreichte er bei den Commonwealth Games in Birmingham das Halbfinale über 100 Meter und schied dort mit 10,53 s aus und mit der lucianischen 4-mal-100-Meter-Staffel belegte er in 40,17 s den fünften Platz. Im Jahr darauf kam er bei den Zentralamerika- und Karibikspielen in San Salvador mit 10,64 s nicht über den Vorlauf über 100 Meter hinaus.
2019 wurde Charles lucianischer Meister im 100-Meter-Lauf.

## Persönliche Bestzeiten
- 100 Meter: 10,53 s (+0,4 m/s), 3. August 2022 in Birmingham
- 200 Meter: 21,28 s (+0,5 m/s), 3. April 2023 in Vieux-Fort